# Eubazus chinensis
Eubazus chinensis är en stekelart som först beskrevs av Watanabe 1950.  Eubazus chinensis ingår i släktet Eubazus och familjen bracksteklar. Inga underarter finns listade i Catalogue of Life.